# Verishen
Verishen là một đô thị thuộc tỉnh Syunik, Armenia. Dân số ước tính năm 2011 là 2489 người.